# Copa Báltica 1992
La Copa Báltica 1992 (en estonio, Balti turniir 1992; en letón, Baltijas Kauss 1992; en lituano, 1992 m. Baltijos taurė) fue la XII edición de la competición amistosa, que se realizó en Letonia. Fue disputada por los seleccionados de Estonia, Letonia y Lituania entre los días 10 y 12 de julio.
Lituania revalidó el título obtenido en la edición previa, siendo ésta la cuarta vez en la que se consagra en la competición, tras superar a la selección local por 3-2 en la última jornada.

## Formato
Las tres selecciones se enfrentaron entre sí en un sistema de liguilla a una sola rueda. La selección con mayor cantidad de puntos obtenidos al finalizar el torneo se consagró campeona.

## Posiciones
| Selección | Pts | PJ | PG | PE | PP | GF | GC | Dif |
| --------- | --- | -- | -- | -- | -- | -- | -- | --- |
| Lituania  | 3   | 2  | 1  | 1  | 0  | 4  | 3  | 1   |
| Letonia   | 2   | 2  | 1  | 0  | 1  | 4  | 4  | 0   |
| Estonia   | 1   | 2  | 0  | 1  | 1  | 2  | 3  | -1  |

## Resultados
| 10 de julio de 1992 | Letonia         | 2:1 (2:0) | Estonia     | Estadio Daugava, Liepāja                                        |                                                                 |
|                     | Linards 34' 38' |           | Olumets 61' | Asistencia: 1.200 espectadores Árbitro(s): Anatolijus Rezepovas | Asistencia: 1.200 espectadores Árbitro(s): Anatolijus Rezepovas |

| 11 de julio de 1992 | Lituania   | 1:1 (1:0) | Estonia     | Estadio Daugava, Liepāja                               |                                                        |
|                     | Šlekys 27' |           | Olumets 64' | Asistencia: 500 espectadores Árbitro(s): Romāns Lajuks | Asistencia: 500 espectadores Árbitro(s): Romāns Lajuks |

| 12 de julio de 1992 | Letonia                   | 2:3 (1:2) | Lituania                | Estadio Daugava, Liepāja                               |                                                        |
|                     | Teplovs 27' · Popkovs 89' |           | Baltušnikas 28' 31' 79' | Asistencia: 2.000 espectadores Árbitro(s): A. Nõmmiste | Asistencia: 2.000 espectadores Árbitro(s): A. Nõmmiste |

| Campeón Lituania 4.to título |